# Liste Münchner Straßennamen/I

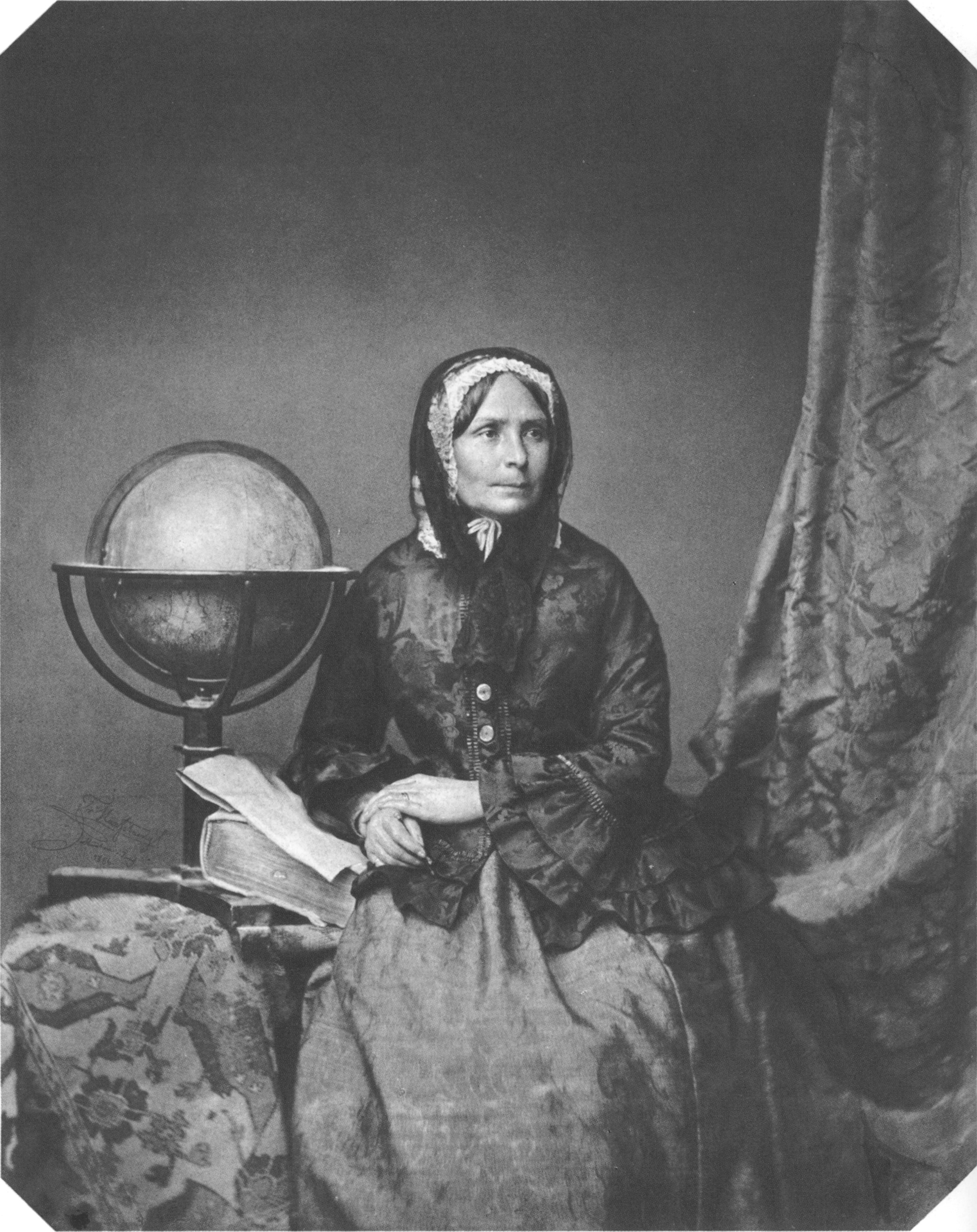
Ida Pfeiffer

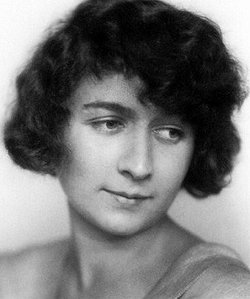
Ilse Weber

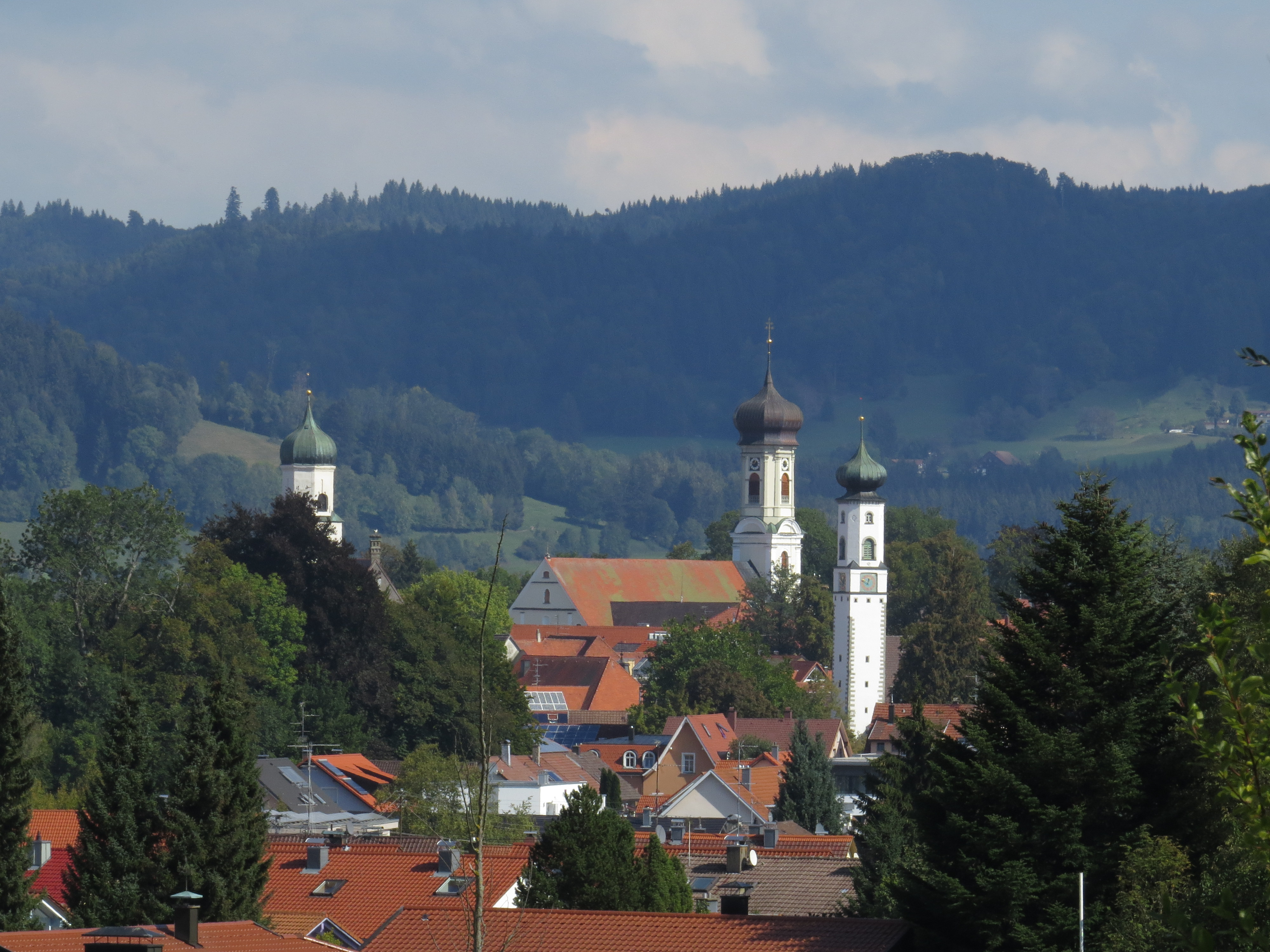
Isny im Allgäu

Die Liste Münchner Straßennamen listet Namen von Straßen und Plätzen der bayerischen Landeshauptstadt München auf und führt dabei auch die Bedeutungen und Umstände der Namensgebung an. Aktuell gültige Straßenbezeichnungen sind in Fettschrift angegeben, nach Umbenennung oder Überbauung nicht mehr gültige Bezeichnungen in Kursivschrift.
Aufgrund der großen Anzahl Münchner Straßennamen ist die Liste in alphabetisch sortierte Unterlisten aufgeteilt.
Iblherstraße, Perlach
(1930) Max Iblher (1847–1931), Lehrer, Gemeindeschreiber und Chordirigent in Perlach
Ichostraße, Giesing
(1959) Icho, Priester, vermachte 790 seinen Giesinger Besitz dem Freisinger Bischof
Ickelsamerstraße, Straßtrudering
(1939) Valentin Ickelsamer (um 1500–1547), Grammatiker
Ickingerstraße,
(1918) 24. Stadtbezirk
Ickstattstraße, Isarvorstadt
(1897) Johann Adam Freiherr von Ickstatt (1702–1776), Professor an der Universität Ingolstadt
Ida-Pfeiffer-Straße, Bogenhausen
(2000) Ida Pfeiffer (1797–1858), Weltreisende und Schriftstellerin
Vorheriger Straßenname: Karl-Peters-Straße
Ida-Schumacher-Weg, Kleinhadern
(1968) Ida Schumacher (1894–1956), bayerischen Komödiantin
Idastraße, Thalkirchen
(um 1897) Ida, Vorname auch einer Tochter von Jakob Heilmann, der beim Bau der Villenkolonie Solln tätig war
Iffeldorfer Straße, Sendling
(1954) Iffeldorf, Gemeinde im Landkreis Weilheim-Schongau
Ifflandstraße, Kleinhesselohe
(1906) August Wilhelm Iffland (1759–1814), Schauspieler, Intendant und Dramatiker
Ignatius-Blenninger-Straße, Feldmoching
(1987) Ignatius Blenninger (1923–1984), Priester in Feldmoching
Ignaz-Günther-Straße, Bogenhausen
(1984) Ignaz Günther (1725–1775), Bildhauer und Vertreter des bayerischen Rokokos
Ignaz-Perner-Straße, Nymphenburg
(1926) Johann Ignaz Perner (1796–1867), Rechtsanwalt, Pionier der weltweiten Tierschutzbewegung
Ihchostraße,
(1918) 18. Stadtbezirk
Ika-Freudenberg-Straße, Alt-Riem
(2004) Ika Freudenberg (1858–1912), Frauenrechtlerin, gründete 1894 in München den „Verein für Fraueninteressen“
Ilkastraße, Obersendling
(1954) Ilkahöhe, Erhebung am Westufer des Starnberger Sees
Illestraße,
(1918) 27. Stadtbezirk
Illingstraße, Sendling
(1937) Lorenz Illing (1833–1900), deutscher Pädagoge, gründete 1870 in München die „Kindergärtnerinnenbildungsanstalt“
Illungshofstraße, Milbertshofen
(1958) Illungshof, Bezeichnung für einen Einsiedlerhof, auf den man zwangsweise wegen Krankheit oder als Strafe ausgesiedelt wurde
Ilmmünsterstraße, Laim
(1922) Ilmmünster, Gemeinde im Ilmtal bei Pfaffenhofen
Ilmstraße, Kirchtrudering
(1935) Ilm, linker Nebenfluss der Abens (zur Donau)
Ilse-Essers-Straße, Milbertshofen
(2014) Ilse Essers (1898–1994), deutsche Ingenieurin
Ilse-Fehling-Straße, Aubing
(2014) Ilse Fehling (1896–1982), deutsche Bildhauerin, Bühnenbildnerin und Kostümbildnerin
Ilse-von-Twardowski-Platz, Trudering-Riem
(2013) Ilse von Twardowski (1880–1942), Bildhauerin
Ilse-Weber-Straße, Laim
(2016) Ilse Weber (1903–1944), Schriftstellerin; vorher Paul-Lagarde-Straße
Iltisstraße, Waldtrudering
(1933) Iltis, Raubtiergattung, zum Zeitpunkt der Namensgebung auch nach dem Torpedoboot Iltis
Im alten Hof,
(1845)
Im Eichgehölz, Moosach
(1953) entlang des Hartmannshofer Waldes, früher Im Eichet
Im englischen Garten,
(1845)
Im Gefilde, Waldperlach
(1956) alte Bezeichnung für die nördliche und östliche Umgebung Münchens
Im Grund,
(1950) alter Flurname
Im Moosgrund, Johanneskirchen
(1930) früheres Moorgebiet
Im Stocket, Lochhausen
(1947) alter Flurname
Im Wismat, Obermenzing
(1947) alter Flurname
Imhofstraße, Biederstein
(1904) Maximus von Imhof (1758–1817), deutscher Augustiner-Eremit und Naturforscher
Imkerweg, Alt-Aubing
(1947) früher hier zahlreich ansässige Imker
Imma-Mack-Weg, Au-Haidhausen
(2009) Maria Imma Mack (1924–2006), Ordensschwester
Immastraße, Großhadern
(1952) Imma, Edelfrau aus dem Adelsgeschlecht der Huosi, schenkte ein Landgut des Dorfes Großhadern dem Kloster Ebersberg
Immenstadter Straße, Forstenried
(1964) Immenstadt, Stadt an der Iller im Allgäu
Immergrünstraße, Neuharlaching
(1929) Immergrün, Pflanzengattung aus der Familie der Hundsgiftgewächse
Immermannplatz, Obermenzing
(1959) Karl Leberecht Immermann (1796–1840), deutscher Schriftsteller, Lyriker und Dramatiker
Implerplatz, Sendling
(1927) Impler, altes Münchner Patriziergeschlecht
Implerstraße, Sendling
(1904) siehe vorstehend
In den Kirschen, Nymphenburg
(1927) alter Flurname
In der Heuluss, Waldtrudering
(1933) alter Flurname
In der Rosenau, Trudering
(1956) Rosenau, Stadt in Siebenbürgen, heute Rumänien
Ina-Seidel-Bogen, Englschalking
(1984) Ina Seidel (1885–1974), deutsche Lyrikerin und Romantikerin
Indersdorferstraße,
(1918) 25. Stadtbezirk
Inderstorferstraße, Laim
(1901) Albrecht Inderstorfer, †
Industriestraße, Alt-Aubing
(1947) umliegendes Fabrikgelände
Infanteriestraße, Maxvorstadt, Schwabing-West
(1899) Kasernenstandort des Bayerischen Infanterie-Regimentes Kronprinz

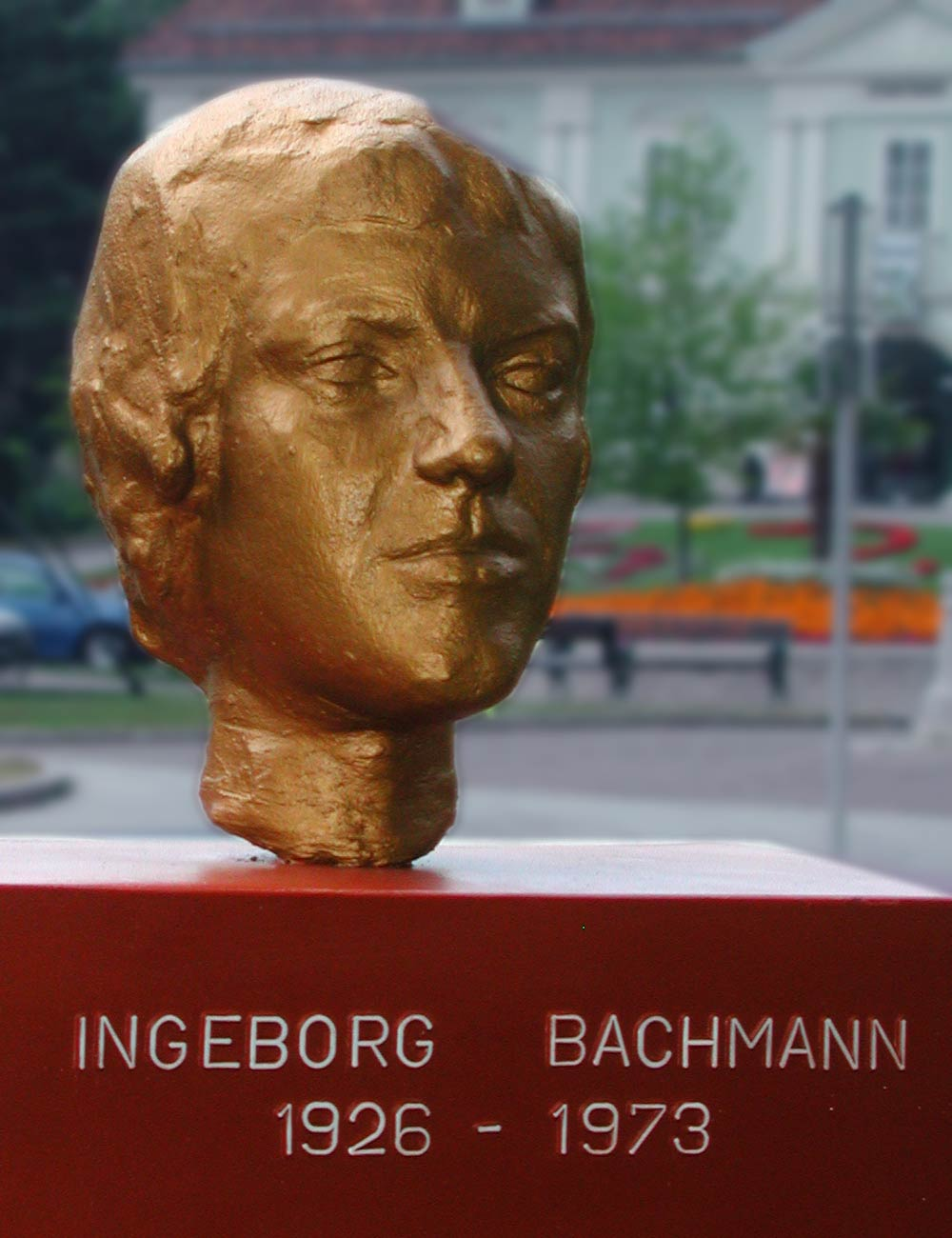
Ingeborg Bachmann

Ingeborg-Bachmann-Straße, Messestadt Riem
(2005) Ingeborg Bachmann (1926–1973), österreichische Schriftstellerin
Ingeborgstraße, Waldtrudering
(1933) Ingeborg, weiblicher Vorname
Ingolstädterstraße,
(1918)
Ingolstädter Straße, Schwabing-Freimann, Milbertshofen-Am Hart
(1913) Ingolstadt, bayerische Stadt n der Donau
Innere Wiener Straße, Haidhausen
(1856) Teilstück der früheren Landstraße nach Wien
Innerkoflerstraße, Sendling-Westpark
(1934) Innerkofler, Bergführerfamilie aus Südtirol
Inninger Straße, Sendling-Westpark
(1921) Inning, Gemeinde am Ammersee
Innsbrucker Ring, Berg am Laim, Ramersdorf
(1959) Innsbruck, Landeshauptstadt Tirols
Innsbrucker-Ring-Tunnel, Berg am Laim
(1965) siehe vorstehend
Innsbruckerstraße,
(1918)
Innstraße, Bogenhausen
(1906) Inn, rechter Nebenfluss der Donau
Inselmühlweg, Obermenzing, Untermenzing
(1975) ehemalige Mühle auf der Würminsel, heute Gasthof
Insterburger Straße, Englschalking
(1930) Insterburg, Stadt im ehemaligen Ostpreußen, heute russisch
Institutstraße, Pasing
(1938) Institut der Englischen Fräulein
Inzeller Weg, Berg am Laim
(1966) Inzell, Gemeinde im Landkreis Traunstein
Ippenbergerstraße, Allach-Untermenzing
(1955) Michael Ippenberger (1877–1950), Zimmerermeister aus Allach
Irisstraße, Hasenbergl
(1947) Iris, wissenschaftlicher Name der Schwertlilien
Irma-Uhrbach-Straße, Neuperlach
(1986) Irma Sieghild Uhrbach (1939–1982), Gründerin der Nachbarschaftshilfe Neuperlach
Irma-Wenke-Straße, Moosach
(2000) Irma Wenke (1908–1991), Ministerialrätin und Stifterin
Irmelastraße, Waldtrudering
(1933) Irmela, weiblicher Vorname
Irmgard-Gylstorff-Straße, Alt-Riem
(2004) Irmgard Gylstorff (1912–1990), Ordinaria für Veterinärmedizin, Begründerin des Fachgebiets Geflügelkrankheiten
Irmgardstraße, Solln
(1947) Irmgard, weiblicher Vorname; vorher hieß die Straße  Albrecht-Dürer-Straße.
Irminsulstraße, Forstenried
(1936) Irminsul, frühmittelalterliches Heiligtum der Sachsen
Irmonherstraße, Pasing
(1947) Irmonher, im 10. Jahrhundert Grundbesitzer in Pasing
Irnfriedstraße, Nymphenburg
(1932) Irnfried von Thüringen, Gestalt aus dem Nibelungenlied
Irrenweg,
ab 1867 aufgrund der anliegenden Kreisirrenanstalt München (1859–1900), dann ab 1880 Balanstraße
Irschenhauserstraße,
(1918) 24. Stadtbezirk
Irschenhauser Straße, Thalkirchen
(1900) Irschenhausen, Ortsteil der Gemeinde Icking im Isartal
Isabella-Braun-Platz,
Isabella Braunstraße,
(1918) 27. Stadtbezirk
Isabella-Braun-Weg, Johanneskirchen
(1974) Isabella Braun (1815–1886), deutsche Jugendbuchautorin
Isabellastraße, Maxvorstadt, Schwabing
(1891) Prinzessin Isabella von Bayern (1863–1924)
Isarauen, Sendling, Thalkirchen
(um 1900) Grünzug entlang der Isar
Isareckstraße, Berg am Laim
(1914) Schloss Isareck nördlich von Moosburg
Isarfußweg, Solln
(1982) Fußweg zur Isar
Isarlandstraße, Alt-Riem
(1937) Isarland, Gut und Gestüt an der Straße
Isarring, Schwabing-Freimann und Bogenhausen
(1958) Teil des Mittleren Rings über die Isar
Isarstraße äußere,
(1835) Straßenzüge an den Ufern der Isar
Isarstraße innere,
(1835) Straßenzüge an den Ufern der Isar
Isarstraße obere,
(1835) Straßenzüge an den Ufern der Isar
Isarstraße untere,
(1879) Straßenzüge an den Ufern der Isar

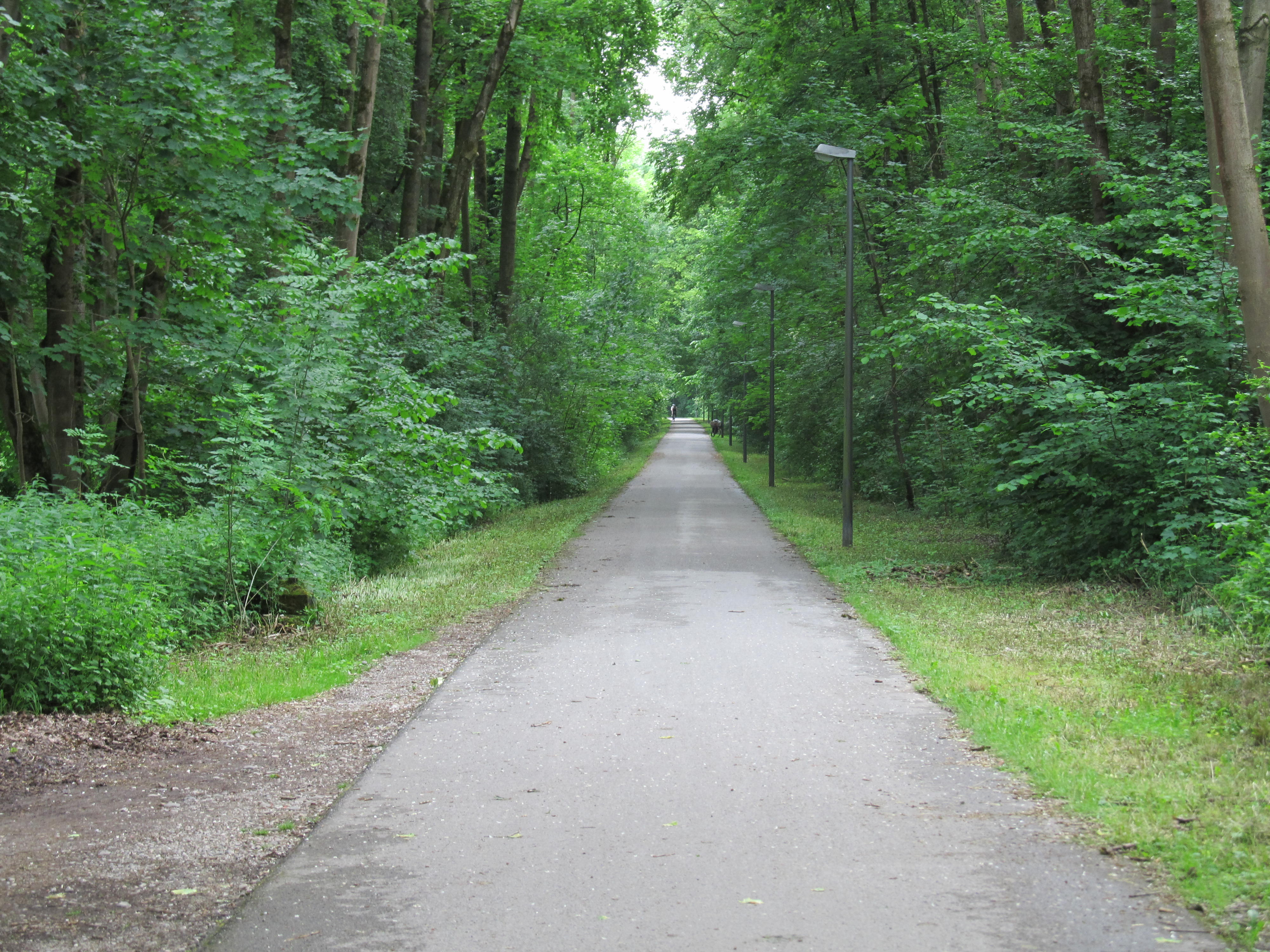
Isartalbahnweg

Isartalbahnweg, Thalkirchen-Obersendling-Forstenried-Fürstenried-Solln
(2003) Weg entlang der Trasse de ehemaligen Isartalbahn, die von 1891 bis 1964 zwischen Isartalbahnhof und Wolfratshausen verkehrte
Isartalstraße, Ludwigsvorstadt-Isarvorstadt, Sendling
(1900) am Ufer der Isar
Isarthorplatz,
(1876) → Isartorplatz
Isartorplatz, Altstadt-Lehel
(um 1791) Isartor, Stadttor des zweiten Mauerringes um München
Isarwinkel, Thalkirchen
(2010) Isarwinkel, Region entlang der Isar zwischen Bad Tölz, Lenggries, Vorderriß und der Landesgrenze zu Tirol
Isbertstraße, Laim
(1955) Isbert, Edelmann aus der frühen Geschichte Pasings
Isegrimstraße, Waldperlach
(1930) Isegrim, Name des Wolfes in der Tierfabel
Isengaustraße, Waldperlach
(1958) Isengau, Landschaft an der Isen im Südosten Bayerns von der Rott bis zur Alz
Isenschmidstraße, Harlaching
(1900) Friedrich Isenschmid († 1885), Regiments- und Oberarzt
Isensteinstraße, Neuhausen
(1929) Isenstein, Herrschersitz der Brunhilde im Nibelungensage
Ismaningerstraße,
(1876) → Ismaninger Straße
Ismaninger Straße, Haidhausen, Bogenhausen
(1856) Ismaning, Gemeinde im Landkreis München
Isnystraße, Forstenried
(1971) Isny, Stadt im Allgäu
Isolde-Kurz-Straße, Herzogpark
(1953) Isolde Kurz (1853–1944), deutsche Schriftstellerin und Übersetzerin
Isoldenstraße, Schwabing
(1899) Isolde, Sagengestalt aus Tristan und Isolde
Ittlingerstraße, Hasenbergl
(1960) Josef Ittlinger (1880–1955), Münchner Alpinist